# Noaptea morților vii
Noaptea morților vii (1968) (engleză Night of the Living Dead), cunoscut și ca Noaptea cadavrelor, este un film independent alb-negru de groază, regizat de George A. Romero. Printre titlurile luate în considerare inițial, se numără Noaptea lui Anubis și Noaptea devoratorilor de carne. Ben (Duane Jones) și Barbra (Judith O'Dea) sunt protagoniștii unei povești despre misterioasa reanimare a celor morți recent și eforturile acestora, alături de alți cinci oameni, să supraviețuiască o noapte, închiși într-o fermă rurală din Pennsylvania.
George Romero a produs filmul cu un buget de 114.000$, iar după un deceniu de relansări în cinematografe, a adunat 12 milioane $ în Statele Unite și 30 milioane $ pe plan internațional. La lansarea sa, în 1968, a fost criticat aspru datorită conținutului explicit. În 1999, Biblioteca Congresului a introdus filmul în National Film Registry, numindu-l un film „important din punct de vedere istoric, cultural sau estetic”.
Noaptea morților vii a avut un impact uriaș asupra culturii Statelor Unite din perioada războiului din Vietnam, conținând critici la adresa societății americane a anilor '60; un istoric l-a descris ca fiind „subversiv în mai multe rânduri”. Cu toate că nu a fost primul film cu zombi, Noaptea morților vii este creatorul apocalipsei zombilor, influențând prototipul zombilor moderni. Noaptea morților vii a fost primul dintr-o serie de cinci filme din seria Morții vii, regizate de George Romero, fiind de două ori refăcut, sub titlurile Noaptea morților vii (1990) regizat de Tom Savini și Noaptea morților vii 3D (2006).

## Acțiunea filmului
Filmul începe în momentul când frații certăreți Johnny (Russell Streiner) și Barbra (Judith O'Dea) ajung într-un cimitir din Pennsylvania rurală pentru a aduce flori la mormântul tatălui lor. Johnny o necăjește pe sora sa, care se teme de cimitire, spunându-i „Ei vin după tine, Barbra!” Un bărbat palid (S. William Hinzam) se apropie de pereche. Acesta o apucă pe Barbra, iar Johnny sare s-o ajute. În timp ce se bătea cu bărbatul, Johnny cade și se lovește cu capul de o piatră funerară, pierzându-și cunoștința. Barbra fuge în mașina lui Johnny, reușind s-o pornească, însă se izbește de un copac. Abandonează mașina și fuge într-o fermă din apropiere, unde mai găsește alți oameni precum cel care a urmărit-o. În timp ce explorează casa goală, descoperă un cadavru mutilat în capul scărilor.
Panicându-se, încercă să fugă din casă, Barbra îl zărește pe Ben (Duane Jones) care ajunge în fața casei cu o camionetă și îi atacă pe acei oameni. Ben fuge în casă, alături de Barbra, baricadând ușile și geamurile cu bucăți de mobilă și lemn, în timp ce Barbra devine isterică. Ben găsește o armă și un radio, în timp ce Barbra zace neputincioasă pe canapeaua din sufragerie. Cei doi nu știu că Harry și Helen Cooper (Karl Hardman și Marilyn Eastman), cu fata lor Karen (Kyra Schon) și cuplul adolescentin Tom (Keith Wayne) și Judy (Judith Ridley) sunt ascunși în beci. Unul dintre atacatori a mușcat-o pe Karen înainte, acum aceasta fiind într-o stare asemănătoare cu cea de letargie. Cei din subteran ies din cauza zgomotelor, iar Harry și Ben încep să se certe. Harry vrea ca grupul să se baricadeze în pivniță, însă Ben îl contrazice, spunându-i că așa vor fi ca într-o capcană; reușește apoi să-i convingă pe ceilalți să-l ajute la baricadatul casei.

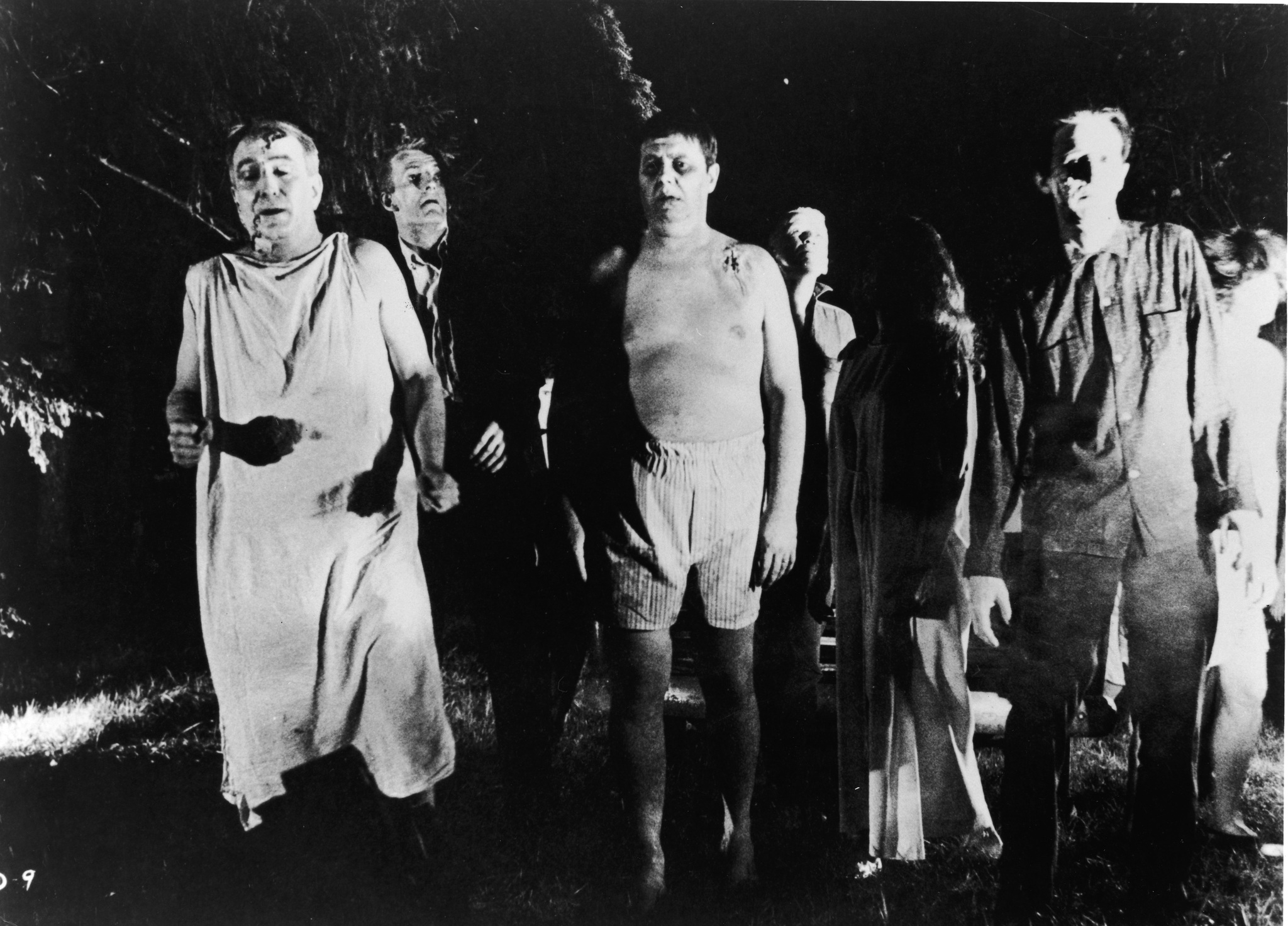
Zombii atacă, ducându-se drept spre casă, în căutarea unor oamenii vii, pentru a îi devora.

La radio, aude că o epidemie care îi transformă pe oameni în criminali în serie s-a răspândit pe coasta de est a Statelor Unite. Mai târziu, Ben descoperă la etaj un televizor, de unde află că ucigașii consumă carnea victimelor. O altă transmisiune le spune cetățenilor că crimele sunt făcute de cei decedați recent, deoarece s-au reîntors la viață. Oamenii de știință și militarii nu știu care ar putea fi motivul reînvierii, dar un savant este sigur că radiația provenită de la o sondă spațială ajunsă de pe Venus care a explodat în atmosfera terestră. Reportajul se termină cu concluzia că o împușcătură, gaură sau rană gravă în cap va opri „strigoiul” și că oameni înarmați patrulează pentru a restabili ordinea. 

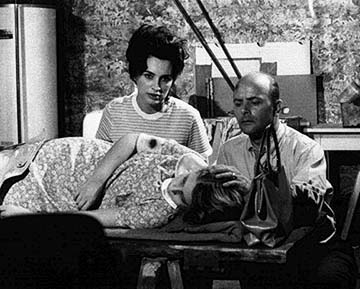
Familia Cooper

Ben pune la cale un plan de evadare, folosindu-se de camioneta sa și de toți oamenii din casă. Deoarece camioneta are nevoie de combustibil, Ben și Tom pleacă din casă pentru a face rost de acesta, în timp ce Harry aruncă cocteiluri Molotov de la un geam de la etaj. Ben este înarmat cu o carabină și o torță, iar Tom conduce mașina și mânuiește pompa. Judy se teme pentru iubitul ei, și fuge după acesta. Ajunși la pompă, Ben lasă torța pe pământ alături de camionetă, iar Tom varsă din neatenție gaz pe torță, declanșând un incendiu care cuprinde mașina. Tom încearcă să ducă camioneta departe de pompă pentru a evita pagube mai mari, dar Judy rămâne blocată. Acesta se întoarce în mașină pentru a o ajuta, dar camioneta explodează, ucigându-i pe amândoi. Ben fuge înapoi spre casă, unde descoperă că Harry l-a încuiat afară. Acesta sparge ușa și începe să-l bată pe Harry.
Câțiva dintre morții vii se apropie de resturile camionetei, și încep să devoreze resturile lui Tom și Judy. Între timp, alții încearcă să între în casă prin geamuri și uși, bătând cu pumnul în ele, alții folosindu-se de cărămizi, scânduri și pietre. Ben reușește să-i țină la distanță, dar își scapă carabina. Harry observă arma și o îndreaptă spre Ben, care i-o ia din mână și îl împușcă. Harry se împleticește și cade în beci, murind.
La scurt timp după, Helen descoperă că fiica ei a devenit zombi și că îi mănâncă cadavrul tatălui ei. Karen o înjunghie pe mama ei cu o mistrie de ciment, omorând-o, înainte să urce scările. Între timp, nemorții reușesc să intre în casă, iar Barbra îl vede pe fratele ei, Johnny, printre ei. Datorită șocului devine iar catatonică și este trasă în grupul de morți vii. Ben se retrage în beci, încuind ușa după el (care, ironic, fusese planul lui Harry de la început). Îi împușcă pe Harry și Helen, care reînviaseră.
Dimineața, un detașament se apropie de casă și îi omoară pe zombii rămași. Auzind zgomotele, Ben iese din beci, dar este împușcat în cap de unul din membrii gărzii, deoarece l-a confundat cu un zombi. Corpul lui este cărat din casă și ars alături de celelalte cadavre.

## Producție
În timp ce studia la Universitatea Carnegie Mellon din Pittsburgh, George A. Romero și-a început cariera în industria filmului. În anii '60, a regizat și produs reclame pentru televiziune și filme industriale pentru The Latent Image, o companie pe care a co-fondat-o cu prietenii săi, John A. Russo și Russell Streiner. În această perioadă, cei trei se plictisiseră să facă reclame, și voiau să facă un film de groază. După afirmațiile lui Romero, ei voiau să capitalizeze „gustul pentru bizar” al industriei cinematografice. El și Streiner i-au contactat pe Karl Hardman și Marilyn Eastman, președinte și respectiv vice-președinte unei companii de filme numită Hardman Associates, Inc., prezentându-le ideea lor pentru un film de groază neintitulat. Convinși de Romero, o companie de producție numită Image Ten a fost formată, fiind compusă din Romero, Russo, Streiner, Hardman și Eastman. Image Ten a strâns aproximativ 114.000 $ pentru buget.

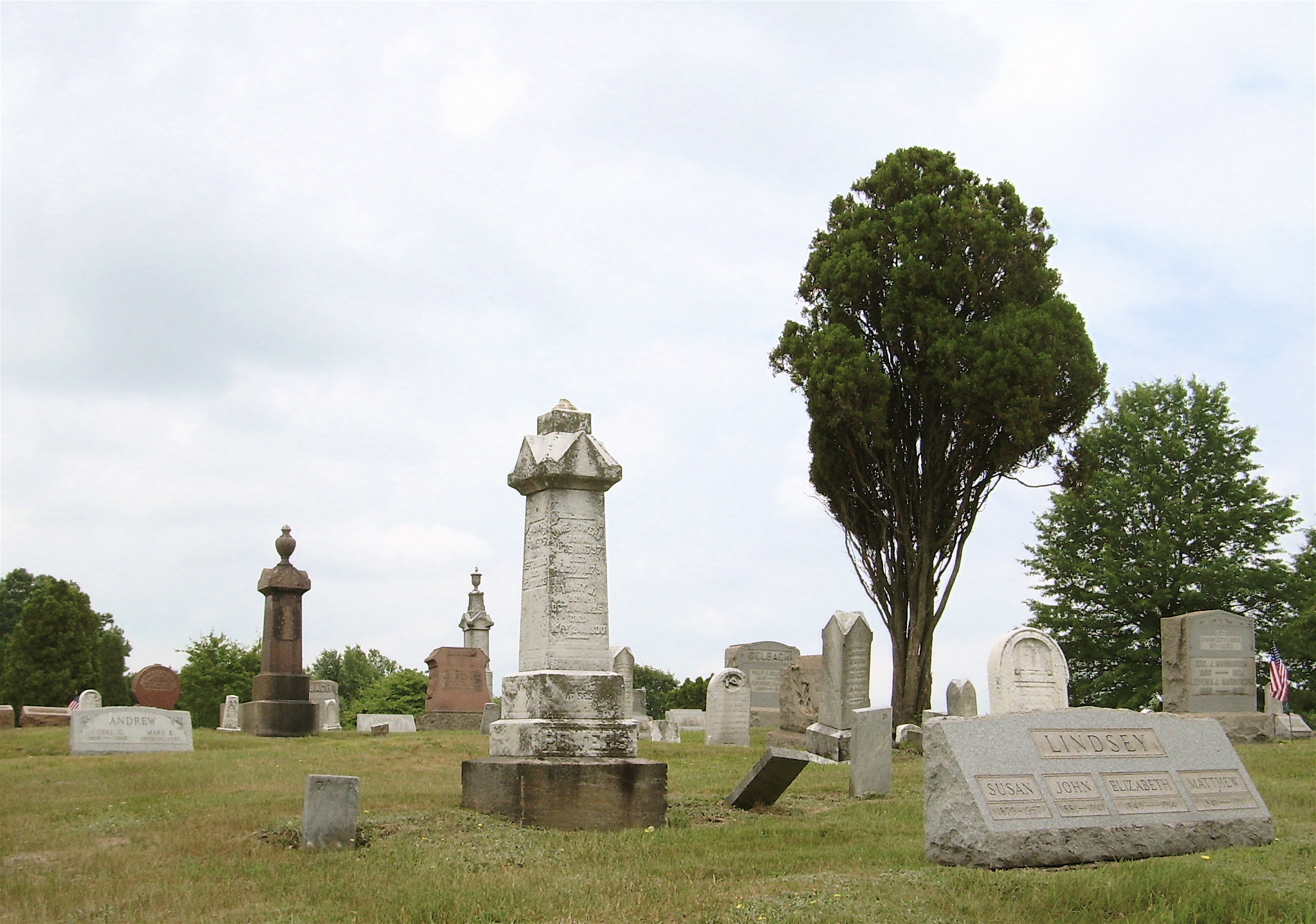
Cimitirul din Evans City în 2007.

Bugetul redus a dictat mult din procesul de producție. Potrivit lui Hardman, „Știam că nu vom putea strânge destui bani pentru a filma un film comparabil cu filmele horror clasice cu care am crescut cu toții. Cel mai bun lucru pe care puteam să-l facem era să plasăm actorii într-un loc retras și să aducem teroarea în acel lor” Scenele au fost filmate în apropiere de Evans City, Pennsylvania (30 km nord de Pittsburgh) în zona rurală; prima scenă a fost filmată în Cimitirul Orașului Evans, în Sudul orașului.
Scenele de la etaj au fost filmate într-o casă din centrul orașului Evans, mai târziu devenind cabinetul unui medic de familie. Locuința încă mai există pe strada South Washington. Scenele din exterior și de la parter au fost filmate la o locație la Nord de orașul Evans, lângă un parc (casa a fost între timp demolată).

Marilyn Eastman turnând sirop de ciocolată peste Karl Hardman pentru a obține un efect asemănător sângelui.

Efectele speciale erau simple, fiind limitate de buget. Marilyn Eastman s-a ocupat de acestea, de garderobă și machiaj. Sângele, de exemplu, era sirop de ciocolată. Îmbrăcămintea era alcătuită din haine second-hand, iar machiajul din produsele folosite de antreprenori. Filmările au avut loc între iunie și decembrie 1967, sub titlul Noaptea lui Anubis, iar mai târziu, Noaptea devoratorilor de carne. Bugetul redus l-a obligat pe Romero să filmeze pe peliculă alb-negru de 35mm. În cele din urmă, în forma sa finală, filmul a fost avantajat prin decizia de a utiliza modul de filmare în alb și negru, denumit de istoricul de cinema Joseph Maddrey „cinematografie tip guerilla”, care amintește de „autoritatea nealterată a jurnalelor cinematografice din timpul războiului”. Maddrey mai adaugă: „pare a fi în egală măsură un film documentar despre pierderea echilibrului social și un film de exploatare”.
Membrii Image Ten erau ocupați cu filmările și post-producția, participând la înregistrări, editări, construind recuzita. Pozele pentru producție și printările le făcea Karl Hardman, care a declarat într-un interviu că „o parte din distribuție a format un grup de producție pentru developare, clătire și uscare a imaginilor în timp ce eu făceam expunerile. Din câte îmi aduc aminte, am făcut peste 1.250 de poze în timpul producției”. La terminarea producției, Image Ten a găsit cu dificultate un distribuitor dispus să difuzeze filmul cu scenele macabre intacte. Columbia Pictures și American International Pictures au declinat oferta după ce propunerile lor de a refilma ultima scenă și de a cenzura unele părți au fost refuzate de producători. Romero a recunoscut că „niciunul din noi nu voia să facă asta. Nu ne puteam imagina un sfârșit fericit...Toți voiau un sfârșit ca la Hollywood, dar am rămas fermi pe poziție”. Filmul a fost într-un final difuzat în cinema, de Walter Reade Organization. Aceștia au lăsat filmul necenzurat, dar iau schimbat titlul din Noaptea devoratorilor de carne în Noaptea morților vii, deoarece un film cu o poveste asemănătoare fusese deja produs, sub numele Devoratorii de carne.

### Scenariul
Co-scrisă ca o comedie horror de John Russo și George A. Romero sub titlul „Lovitura monștrilor”, un scenariu de început se concentra asupra unor extratereștri adolescenți care ajung pe Pământ și se împrietenesc cu adolescenți umani. A doua versiune conține aventura unui tânăr care fuge de acasă și descoperă corpuri umane putrezite pe o pajiște, pe care extratereștrii le foloseau ca alimente. Ultimul scenariu, scris în mare parte de Romero în trei zile în 1967, avea în centrul atenției corpuri umane reanimate care se hrăneau cu carnea celor vii. Într-un interviu din 1997 pentru BBC, Romero a explicat că scenariul s-a împărțit în trei povești scurte. Prima parte a fost Noaptea morților vii. Dimineața morților (1978) și Ziua morților (1985) au fost adaptate din cele două părți rămase.
Romero s-a inspirat din cartea I Am Legend (1954) a lui Richard Matheson, un horror științifico-fantastic despre o plagă care face ravagii în Los Angeles-ul anilor '70. Decedații din I Am Legend se reîntorc la viață, hrănindu-se cu cei vii.
Adaptări în film ale nuvelei lui Matheson au apărut în 1964, The Last Man on Earth, în 1971 The Omega Man și în 2007 I Am Legend; totuși Matheson nu a fost impresionat de interpretarea lui Romero. Într-un alt interviu, Matheson a spus: „Omagiu înseamnă că pot să-ți fur munca. George Romero e totuși un tip de treabă. Nu am niciun fel de resentiment față de el”.
Russo și Romero revizuiau scenariul în timpul filmărilor. Karl Hardman i-a atribuit unele dintre editări actorului principal Duane Jones: „Scenariul fusese scris, ca Ben fiind un simplu șofer de camionetă. Vorbele sale erau acelea ale unui om din clasa de jos / om needucat. Duane Jones era un om foarte educat [...] pur și simplu a refuzat să joace rolul așa cum era scris. Din câte îmi amintesc, chiar Duane și-a modificat replicile pentru a reflecta personajul, așa cum credea el că ar trebui să fie”. Scenele de dialog dintre Helen și Harry Cooper au fost de asemenea modificate de Marilyn Eastman. Potrivit actriței principale, Judith O'Dea, o mare parte din dialog fusese improvizat: „Nu știu dacă a existat un scenariu adevărat! Ni se spunea ce trebuia să facem în mare, apoi făceam ce credeam noi că trebuie făcut”.

### Distribuția

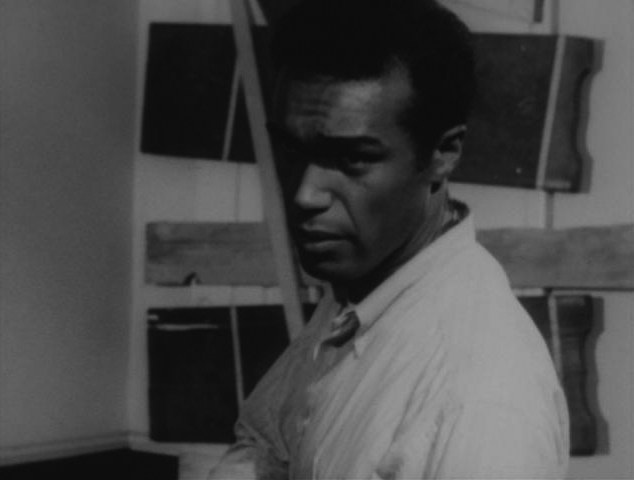
Ben, interpretat de Duane Jones, a reprezentat primul rol principal interpetat de un afro-american într-un film horror.

Rolul lui Ben a fost jucat de un actor de teatru, necunoscut, Duane Jones. Acesta l-a interpretat pe Ben ca fiind „un negru calm și de ajutor”, potrivit unei recenzii contemporane (1969) Distribuirea lui Duane Jones în rolul eroului era, în 1968, un lucru posibil controversat. La mijlocul secolului XX, în societatea americană, distribuirea unui actor de culoare în rolul unui erou, într-un film care includea actori albi, era ceva neobișnuit. Mulți au văzut acest pas ca fiind unul semnificativ; pe de altă parte, regizorul George Romero a spus că Jones „pur și simplu a dat cea mai bună audiție”. După Noaptea morților vii, a jucat în mai multe filme de groază de-a lungul anilor '80, până la moartea sa în 1988. În ciuda celorlalte roluri, Jones era îngrijorat că lumea îl recunoștea numai ca fiind Ben.
Judith O'Dea, o actrița de teatru și de reclame, în vârstă de 23 de ani, era Barbra. Karl Hardman și Marilyn Eastman au chemat-o la audiții (lucrase pentru ei odată în Pittsburgh). O'Dea venise la Hollywood pentru a intra în lumea filmului. A declarat într-un interviu că apariția în acest film a fost o experiență benefică pentru ea, cu toată că a declarat că filmele horror o îngrozesc, în special Casa de ceară a lui Vincent Price. Pe lângă jucatul propriu-zic, O'Dea și-a interpretat singură cascadoriile, despre care spunea în glumă, că implică „mult fugit”. Despre Noaptea morților vii, a zis „Sincer nu mă așteptam la un asemenea impact asupra culturii noastre”. A fost la fel de surprinsă de renumele pe care filmul i-l adusese: „Oamenii te tratează diferit. [Sunt] plictisitoarea Judy O'Dea, asta până când își dau seama că sunt Barbara din «Noaptea morților vii». Și dintr-o dată nu mai sunt chiar atât de plictisitoare!” După Noaptea morților vii, O'Dea a apărut în filmul pentru televiziune, The Pirate (1978) și în alte câteva filme horror precum October Moon (2005) și The Ocean (2006).
Actorii secundari nu avuseseră experiență în lumea filmului până la Noaptea morților vii. Rolul lui Tom a rămas singurul rol al lui Keith Wayne (s-a sinucis în 1995), iar Judith Ridley a mai jucat în There's Always Vanilla (1971). Zombiul din cimitir care l-a ucis pe Johnny a fost interpretat de S. William Hinzam, un rol care i-a lansat cariera în industria filmelor de groază. Hinzam a mai jucat în Season of the Witch (1973), Flesheater (1988), Legin of the Night (1995), Santa Claws (1996) și Evil Ambitions (1996).
Karl Hardman, Marilyn Eastman și Russell Streiner au avut roluri importante în film. Hardman și Eastman au fost Harry și Helen Cooper (Eastman a mai jucat-o și pe femeia zombi care scoate o insectă dintr-un copac și o mănâncă) iar Streiner a fost Johnny, fratele Barbrei. Fiica de 11 ani a lui Hardman, Kyra Schon a jucat-o pe Karen Cooper. Managerul de producție de la Image Ten, George Kosana, l-a interpretat pe șeriful McClelland. Prieteni și cunoștințe lui Romero au fost zombii. Romero a declarat: „Aveam o companie care făcea reclame și filme industriale, așa că aveam o mulțime de oameni care voiai să fie zombi, iar o parte din ei chiar au fost”. A mai adăugat amuzat: Unii locuitori ai orașului Evans s-au gândit că e amuzant să fie machiați și să se plimbe aiurea prin jur”.

### Regizarea
Noaptea morților vii a fost primul film de lung metraj regizat e George A. Romero. Până atunci filmase scurte subiecte pentru televiziunea WQED. Decizia lui Romero de a regiza Noaptea morților vii i-a lansat cariera de regizor al filmelor horror. Și-a continuat cariera regizând continuările filmului, precum și Season of the Witch, The Crazies (1973), Martin (1977), Creepshow (1982) și The Dark Half (1993).
Criticii au observat influența filmelor anilor '50 în model lui Romero de a regiza. Stephen Paul Miller, de exemplu, a notat „o reînviere a filmelor de groază a anilor '50...iar discuția televizată asupra operațiunilor militare, invocă inevitabil chemarea armatei în filmele horror ale anilor '50”. Miller recunoaște că Noaptea morților vii se descurcă foarte bine, parodiind cu farmec aceste operațiuni militate, prin comportamentul generalului și prin imposibilitatea guvernului să identifice locul de pornire al epidemiei sau să protejeze cetățenii.
Romero descrie dispoziția care voia s-o realizeze: „Filmul începe cu o situație care deja s-a dezintegrat până în punctul de speranțe mici, și se modifică progresiv spre disperare totală și într-un final, tragedie”. Potrivit istoricului de film Carl Royer, Romero „folosește clarobscurul (stil film noir) pentru a accentua coșmarul umanității de înstrăinarea de sine”
În timp ce unii critici nu au fost de acord cu scenele grafice ale lui Romero, R. H. W. Dillard a spus „Ce fată nu a vrut, la un moment dat, să-și omoare mama? Și Karen, în film, oferă o oportunitate vividă pentru a comite aceasta”.
Romero a folosit subiectele tabu ca fiind teme cheie, în special canibalismul. Cu toate că zombii canibali erau inspirați din I Am Legend a lui Matheson, istoricul de film Robin Wood vede scena devorării din Noaptea morților vii ca fiind o critică asupra capitalismului american de la sfârșitul anilor '60. Wood a zis că zombii reprezintă capitalismul, iar „canibalismul reprezintă ultimul punct în materie de posesie, de aici sfârșitul logic al relațiilor umane sub capitalism”. Era de părere că victimele morților vii „îl reprezintă pe celălalt în regimul burghez”, precum feminism, homosexualitate și contracultură.

### Coloana sonoră
Muzica stranie și tulburătoare din Noaptea morților vii nu fusese compusă special pentru film. Karl Hardman a declarat într-un interviu că multă din muzica folosită în film fusese cumpărată de la Capitol Records, un album cu coloana sonoră fiind lansat la un moment dat. Selecțiile făcute cuprindeau lucrări de Ib Glindemann, Philip Green, Geordie Hormell și William Loose. O parte din muzică fusese deja folosită pe coloana sonoră a filmului Teenagers from Outer Space (1958). Melodia stranie care se aude în timpul scenei tensionante în care Ben găsește arma în dulapul fermei în timp ce pe fundal se aud știrile la radio poate fi auzită într-o variantă mai lungă și mai completă la începutul filmului The Fugitive, care fusese difuzat cu un an înainte. Potrivit lui Hardman, „Am făcut o selecție pentru mai multe scene, apoi George a făcut alegerile finale. Am luat apoi selecțiile lui și le-am modificat electronic”. Alegerile lui Hardman au fost făcute bine, istoricul de film Sumiko Higashi fiind de părere că „se apropie de natura evenimentelor care urmează să se întâmple”.

## Reacții
Noaptea morților vii a avut premiera pe 1 octombrie 1968 la Cinematograful Fulton din Pittsburgh. În toată țara, filmul a fost difuzat ca un matineu de sâmbătă după-amiază - tipic filmelor horror din anii '50 și '60 - având o audiență formată din pre-adolescenți și adolescenți Motion Picture Association of America nu au impus un sistem de rating al filmului decât în noiembrie, astfel chiar și copii mici au fost lăsați să intre să vizioneze filmul. Roger Ebert de la Chicago Sun-Times i-a acuzat pe cei care îi duceau pe copii să vadă filmul. „Nu cred că cei mici și-au dat seama ce i-a lovit”, s-a plâns Ebert. „Cu siguranță, erau obișnuiți să meargă la filme, și, desigur, mai văzuseră filme horror, dar de data acesta a fost diferit”. Potrivit lui Ebert, filmul a afectat spectatorii imediat:
„Copii din sală erau uluiți. Era o liniște aproape completă. Filmul a fost încântător de înfricoșător până la jumătate, după care a devenit neașteptat de înspăimântător. Era o fetiță în rândul alăturat, poate de nouă ani, care stătea nemișcată în scaunul ei și plângea.”—Roger Ebert

Afișul care promova filmul în Spania.

Unii au comentat faptul că filmul nu a primit atenție de la critici, „decât pentru a aduce un argument în favoarea cenzurării scenelor îngrozitoare” În ciuda controverselor, la cinci ani după premieră, Paul McCullough de la revista canadiană de film Take One, a observat că Noaptea morților vii este „cel mai profitabil film horror ale tuturor timpurilor...produs în afara unui studio mare”. Filmul a câștigat între 12-15 milioane $ la box office-ul american, după zece ani. A fost tradus în mai mult de 25 de limbi, fiind lansat în Europa, Canada și Australia. Noaptea morților vii a adunat aproximativ 30 de milioane $ internațional, iar ziarul The Wall Street Journal a declarat filmul ca fiind filmul cu cele mai mari încasări în Europa în 1969.
Noaptea morților vii a primit două premii de onoare, la 30 de ani de la debut. Biblioteca Congresului a adăugat filmul la National Film Registry în 1999 alături de alte filme, considerate „importante din punct de vedere istoric, cultural sau estetic din orice punct de vedere. În 2001, Institutul American de Film a numit filmul ca fiind unul din cele mai importante filme din genurile horror și thriller, în 100 Years...100 Thrills. Filmul a fost clasificat pe locul 9 în topul 100 Scariest Movie Moments (100 cele mai înfricoșătoare momente din filme) realizat de Bravo.

### Aprecieri critice
Criticilor nu le-au plăcut efectele însângerate ale filmului. Revista Variety a pus la îndoială „integritatea și responsabilitatea producătorilor”, descriind filmul ca fiind „o orgie sadică” Vincent Canby, criticul de la New York Times s-a referit la film ca fiind „un film bun de aruncat”, descriindu-l ca fiind „dezordonat, slab și naiv”.
Totuși, unii critici au numit filmul ca fiind „zguduitor”. Pauline Kael a scris despre film că este „unul din cele mai macabre filme făcute vreodată - iar când ieși din cinematograf, îți dorești să uiți întreaga experiență traumatizantă. . . . Filmul dă o dovadă de un crud realism”. Un critic de la Film Daily l-a numit „o perlă a unui film horror”, în timp ce Roger Ebert a recunoscut că el însuși admiră filmul. Criticul Rex Reed a scris, „Dacă vreți să vedeți un film de categoria a doua, care se va transforma într-un clasic...nu ratați Noaptea morților vii. E de neconceput pentru cineva interesat de filmele horror să nu-l vadă”.
De la lansarea sa, criticii și istoricii de film au văzut Noaptea morților vii ca fiind un film subversiv care critică societatea americană a anilor '60, Războiul rece și rasismul. Elliot Stein de la The Village Voice a văzut filmul ca fiind o critică arzătoare a implicării Statelor Unite în Vietnam, zicând „nu avea acțiunea în Transilvania, ci Pennsylvania — aceasta erau Statele Unite în război, iar carnagiul zombilor reprezintă un eco grotesc asupra conflictului din Vietnam”. Istorica de film Sumiko Higashi, a scris despre film că era un film de groază despre ororile din Vietnam, adăugând „cu toate că nu erau vietnamezi în Noaptea morților vii,....aceștia aveau o absență prezentă a cărei semnificație poate fi înțeleasă dacă știi să citești printre rânduri”.

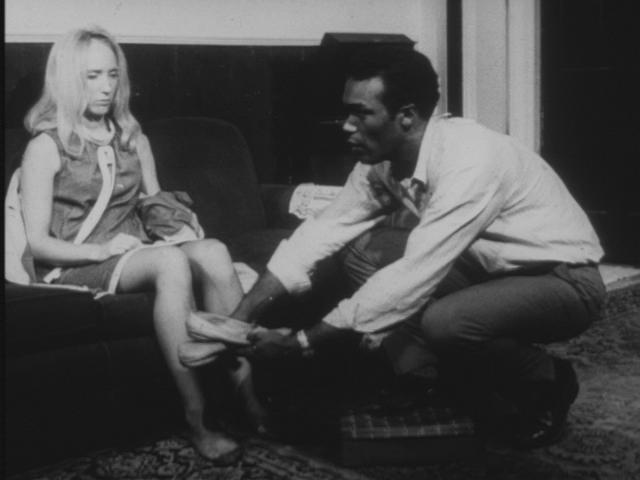
Ben punându-i Barbrei papucii în picioare, aceasta fiind catatonică.

Cu toate că George Romero neagă că l-a angajat pe Duane Jones doar pentru că era de culoare, criticul Mark Deming a spus că „trista soartă a lui Duane Jones, statutul de erou și faptul că e singurul personaj afro-american, a adăugat ecou asasinărilor lui Martin Luther King și Malcolm X, încă recente în memoria multor americani”. Stein mai adaugă „În acest prim film de groază subversiv, eroul de culoare supraviețuiește atacului morților vii, numai pentru a fi ucis de un țăran”. Morțile lui Ben, Barbra și al tuturor celorlalte personaje, i-a oferit audienței un sentiment neplăcut, dând o licărire de nihilism neobișnuit genului.
Tratamentul față de femeile din film a atras critici din partea feministelor și al criticilor. Femeile sunt portretizate ca fiind neajutorate, fiind adesea excluse din luarea deciziilor. Barbra suferă o cădere nervoasă atât de gravă, încât după moartea lui Johnny, devine semi-catatonică pentru o mare parte din film. Judy este într-o stare avansată de negare, ducând la moartea ei și a iubitului ei. Helen Cooper, care la început era puternică, devine imobilizată, rezultatul ducând la moartea sa.
Istorica de film Linda Badley a explicat de ce filmul era atât de înfiorător „Monștrii nu sunt creaturi din spațiul cosmic sau din locuri exotice...Sunt noi”. Romero a recunoscut că filmul fusese creat pentru a reflecta tensiunile acelei perioade: „Oameni buni, era 1968. Toți aveam un 'mesaj'. Furia și acea atitudine și toate erau acolo doar pentru că erau anii '60”.

### Influența

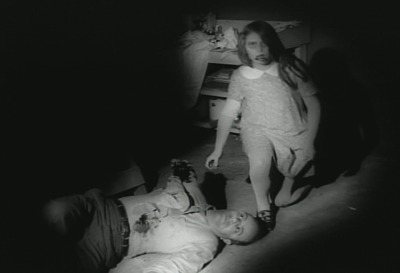
Mortul viu Karen Cooper devorând corpul tatălui său.

Regizorul George Romero a revoluționat genul filmului de groază cu Noaptea morților vii, potrivit lui Almar Haflidason de la BBC, filmul a reprezentat „o nouă eră în crearea filmelor horror”. Primele filme cu zombi — White Zombie (1932) a lui Victor Halperin, I Walked with a Zombie (1943) a lui Jacques Tourneur, The Plague of the Zombies (1966) a lui John Gilling — prezentau oameni vii făcuți sclavi datorită magiei voodoo; acțiunea avea de obicei loc în Caraibe.
Acest film, precum și următoarele s-au folosit de elemente create de Romero: Tombs of the Blind Dead (1971), Zombie (1979), Hell of the Living Dead (1980), The Evil Dead (1981), Night of the Comet (1984), Return of the Living Dead (1985), Night of the Creeps (1986), Children of the Living Dead (2001), și seria de jocuri video Resident Evil (mai târziu adaptate în filme 2002, 2004, and 2007), Dead Rising, și The House of the Dead. Noaptea morților vii este parodiat în filme precum Night of the Living Bread (1990) și Shaun of the Dead, într-un episod din Familia Simpson ("Treehouse of Horror III", 1992) și în două din South Park („Pink Eye”), 1997 și („Night of the Living Homeless”), 2007. Cuvântul „zombi” nu a fost niciodată folosit în film, dar Romero introduce tema zombilor ca fiind devoratori de carne, reanimați.
Night of the Living Dead a pavat calea pentru filmele slasher și splatter. Un istoric de film a scos în evidență că înainte de Romero, filmele de groază implicau de obicei o mască de cauciuc și costume, decoruri din carton, sau figuri misterioase pândind din întuneric. Acțiunea avea loc departe de zona suburbană sau rurală a Americii. Filmele slasher ale anilor '70 și '80 precum Halloween (1978) de John Carpenter, Vineri 13 (1980) de Sean S. Cunningham și Coșmar pe Strada Ulmilor de Wes Craven (1984), „datorează mult originalului Nopții morților vii”.

## Edițiile editate
Prima revizie a filmului Noaptea morților vii a inclus colorarea peliculei originale, această variantă având zombii verzi. O altă variantă a fost lansată în 1997, de Anchor Bay Entertainment, zombii având de această dată culoarea cărnii. În 2004, Legend Films a produs o variantă colorată, distribuită de 20th Century Fox.
Co-scriitorul John A. Russo a lansat în 1999 o variantă modificată, intitulată Noaptea morților vii: Aniversarea a 30 de ani. A filmat scene în plus și a înregistrat o coloană sonoră revizuită, compusă de Scott Vladimir Licina. Într-un interviu cu revista Fangoria, Russo a explicat că a vrut „să dea filmului un aer mai modern”. Russo și-a luat libertatea de a modifica scenariul, introducând calități didactice de care originalul ducea lipsă. Adăugările nu au fost identificate clar, nefiind enumerate. Entertainment Weekly a publicat o știre conform căreia, nu exista dușmănie între Russo și Romero. Totuși, tot în revistă, Romero a adăugat „Nu voiam să modific nimic la film”. Criticii au criticat filmul, notabil Harry Knowles, care le-a interzis tuturor de la publicația sa să dea o recenzie pozitivă filmului.
Filmul a fost refăcut de două ori. Primul, lansat în 1990, a fost regizat de artistul de efecte speciale Tom Savini. Remake-ul a fost bazat pe scenariul original, dar a inclus efecte mai sângeroase și o acțiune care o portretizează pe Barbara, (Patricia Tallman) ca fiind un personaj capabil de a fi erou. Tony Todd a jucat rolul lui Ben. Istoricul de film Barry Grant a văzut-o pe noua Barbara ca fiind o corecție a personajului original. A sugerat că personajul a fost făcut mai puternic pentru a rectifica acțiunile femeilor din filmul original. Al doilea remake a fost filmat în format 3D și a fost lansat în septembrie 2006 cu titlul Night of the Living Dead 3-D. Acesta a fost regizat de Jeff Broadstreet, personajele și acțiunea fiind similare celui din 1968. Spre deosebire de filmul lui Savini, proiectul lui Broadstreet nu a fost afiliat în niciun fel cu Romero.

## Drepturile de autor
Noaptea morților vii a căzut în domeniul public ca urmare a faptului că distribuitorul original, Walter Reade Organization, nu a pus o declarație de copyright pe copia originală. În 1968, legea drepturilor din Statele Unite cerea o informare propriu-zisă pentru o creație să fie menținută sub drepturi de autor. Image Ten a inclus o asemenea declarație sub titlul original, Noaptea devoratorilor de carne. Distribuitorul a scos declarația când a schimbat titlul. Romero a declarat că Walter Reade „i-a jefuit”.
Datorită faptului că este în domeniul public, filmul este vândut de mai mulți distribuitori. Pe Internet Movie Database, sunt listate 23 de firme care vând Noaptea morților vii pe DVD și 19 pe casetă video. Filmul original poate fi vizionat și descărcat pe gratis de pe unele site-uri precum Google Video, Internet Archive și YouTube. Noaptea morților vii este el mai descărcat film de pe Internet Archive, cu peste 458.549 de downloadări.

## Continuări
Noaptea morților vii a fost primul film din seria „Morții vii” regizate de George Romero. După filmul din 1968, Romero a lansat Dimineața morților (1978), Ziua morților (1985), Pământul morților (2005) și Jurnalul morților (2008). Fiecare film urmărea evoluția atacurilor zombiilor în Statele Unite, și încercările disperate ale oamenilor de a le face față. Ca și în Noaptea morților vii, Romero a inclus în fiecare film critici asupra perioadei în care au fost lansate.
În anul în care Ziua morților a avut premiera, co-scriitorul Nopții morților vii John Russo a lansat un film intitulat Întoarcerea morților vii. Russo a oferit o continuitate diferită originalului față de Dimineața morților, dar a fost mai mult o satiră decât o continuare. Filmele Living Dead a lui Russo au fost patru la număr, ultimul, fiind lansat în 2005 ca un film pentru televiziune.
Întoarcerea morților vii a iscat o luptă în justiție cu Romero, care credea că Russo și-a lansat filmul în competiție directă cu Ziua morților, fiind o continuare pentru filmul original. În cazul Dawn Associates vs Links (1978), Romero l-a acuzat pe Russo că „și-a însușit o parte a titlului filmului anterior, că a plagiat sloganul filmului Dimineața morților („Când nu mai este loc în infern...morții vor veni pe pământ”), și că a copiat scene din filmul original din 1968”. Romero a primit un ordin care-l împiedica pe Russo să folosească sloganul, titlul însă rămânând la fel.